# Anton Zupanič
Anton Zupanič, slovenski duhovnik, * 7. januar 1884, Hajdina na Štajerskem, † 13. marec 1944.

## Življenje
Rodil se je očetu Mihaelu in materi Kunigundi (rojena Floriančič).
V duhovnika je bil posvečen 25. julija 1912. Za župnika je bil imenovan leta 1934 v Sv. Jurij ob Pesnici. 13. marca 1940 je po nevtralni poti prečkal nemško mejo s profesorjem dr. Wolfgangom Mayer-Gutenauvom, ki se je sicer zadrževal v Zagrebu ob taboru avstrijskih protinacistov in duhovnikom dr.  Riegerjem. Iz zasede so jih postrelili člani gestapa. 